# Iroquois Falls
Iroquois Falls – miasto w Kanadzie, w prowincji Ontario, w dystrykcie Cochrane. Leży nad rzeką Abitibi, ok. 50 km na północ od Timmins. Znajduje się tu jednak z największych w prowincji papierni, należąca do quebeckiego przedsiębiorstwa AbitibiBowater.
Liczba mieszkańców Iroquois Falls wynosi 4 729. Język angielski jest językiem ojczystym dla 51,4%, francuski dla 43,7% mieszkańców (2006).